# Лапурді

Герб Лапурді

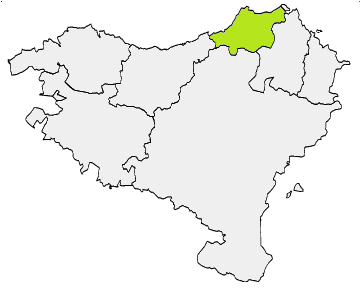
Розташування Лапурді у Басконії

Лапу́рді або Лабу́р (баск. Lapurdi, фр. Labourd; з латинського Lapurdum) — колишня французька провінція; це одна з трьох провінцій, що складають північну Країну Басків. Адміністративно Лапурді є частиною департаменту Атлантичні Піренеї в Аквітанії.
Лапурді простягається вздовж Біскайської затоки від Піренеїв до річки Адур. На південь від Лапурді є Гіпускоа і Наварра, на схід — Нижня Наварра, на північ — Ланди. Площа провінції становить 858 км², населення — 234 845 осіб. На відміну від Нижньої Наварри і Субероа населення Лапурді постійно зростало протягом уже більш ніж сторіччя (для порівняння: у 1876 році населення провінції становило 91 122 осіб, у 1926 році — 125 024 осіб, у 1975 році — 178 764 осіб). Лапурді є найбільш густонаселеною провінцією французької Країни Басків.
Місцевим різновидом баскської мови є лапурдійський діалект (баск. Lapurtera). Згідно з опитуванням, проведеним у 2006 році, 17,0 % жителів Лапурді вільно володіли баскською мовою (8,8 % жителів міської агломерації Байонна-Англет-Біарриц і 25,6 % на решті території провінції) і ще 8,3 % розуміли її. Іншою поширеною у Лапурді мовою була гасконська, особливо на берегах річки Адур.
Головним містом провінції є Байонна, але столицею вважається Устаріц, за 13 км від Байонни. Устаріц заступив Байонну як столицю в 1177 році, коли Річард I Левове Серце відокремив Байонну від Лапурді, і з того часу в місті була резиденція віконта Лапурді, згодом — бальї і, зрештою, місцем зібрання Більцару (баск. Biltzar) — представницьких зборів провінції аж до революції. Іншими важливими містами провінції є Біарриц, Англет (між Байонною і Біарріцом), Ендайя, Сібур, Сен-Жан-де-Люс і Аспаррен. Регіон відомий завдяки фестивалям у Байонні і червоному перцю з Еспелети. Міста на узбережжі Біскайської затоки, зокрема Біарріц, приваблюють багато туристів, у внутрішніх районах розвинений агротуризм.

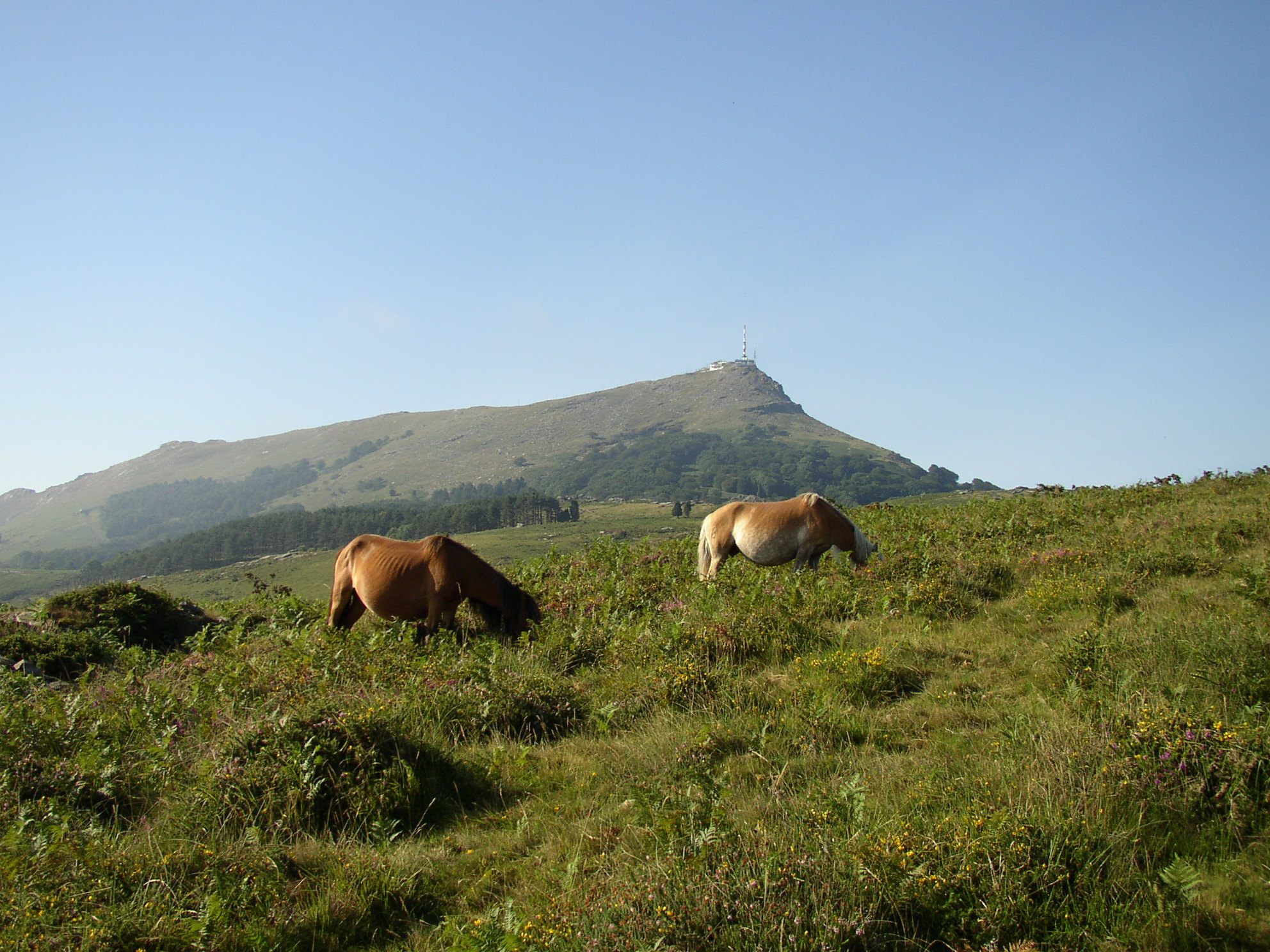
Гора Ларрун

Найвищою точкою провінції є Ларрун (баск. Larrun, фр. La Rhune), гора висотою 905 м на французько-іспанському кордоні, на південь від міста Сен-Жан-де-Люс. Гора займає важливе місце у баскській культурі та міфології. Вона покрита дольменами, кромлехами та іншими пам'ятниками доби неоліту. Ларрун мав репутацію місця, де відбуваються відьомські шабаші (баск. akelarre). Аж до XVIII сторіччя навколишні села платили за те, щоб на вершині гори жив монах-самітник, відлякуючи відьом.

## Історія
Античні географи і історики, зокрема Страбон, згадують плем'я тарбелів, яке жило на березі Біскайської затоки. За часів Римської імперії на місці теперішньої Байонни був розташований римський каструм (укріплений табір) під назвою Лапурдум, який згодом дав назву провінції.
У середньовіччі регіон був частиною Васконського герцогства, яке згодом стало відоме як Ґасконь. У 844 році Байонна була захоплена вікінгами, які влаштували тут базу для своїх наскоків. У 986 році вікінгів вигнали, проте вони лишили як спадщину свої навички мореплавання.
У 1020 р. гасконський герцог Санчо VI Гільєм віддав Лапурді і те, що згодом буде відоме під назвою Нижня Наварра, наваррському королю Санчо III Великому. Цей монарх у 1023 році зробив Лапурді віконтством, поставивши віконтом родича гасконського герцога на ім'я Лупо Санчо. Територія віконтства охоплювала сучасну провінцію Лапурді і, ймовірно, частину теперішньої Наварри на північ від річки Бідасоа. Та згодом віконтство знову відійшло гасконським герцогам.
Тривалий час між наваррськими королями і герцогами Аквітанії, які у середині XI століття здобули Ґасконь, відбувалася боротьба за володіння регіоном. Зокрема, у 1130—1131 рр. король Арагону і Наварри Альфонсо I Войовничий здійснив напад на Байонну. Зрештою, у 1152 році, після одруження Елеонори Аквітанської з Генрихом Анжуйським Аквітанія, включно з Лапурді, стала володінням англійської корони.
У 1451 році, незадовго до закінчення Столітньої війни, територія Лапурді перейшла до Франції. З цього часу і до революції провінція Лапурді мала широку автономію.
У 1609 році у Лапурді було спалено живцем близько 70 людей, і серед них декілька священиків, після того, як вони були звинувачені суддею П'єром де Ланкром у чаклунстві. Суддя вважав це недостатнім, за його оцінками, ще близько трьох тисяч відьом (баск. sorginak), що становило 10 % населення провінції, лишалися на свободі, та його було звільнено з посади.
У 1798 році Французька Республіка ліквідувала провінції. Лапурді, Нижня Наварра і Субероа разом із Беарном утворили департамент Нижні Піренеї, який був згодом перейменований ув Атлантичні Піренеї.
В останні кілька десятиліть у Лапурді й в інших колишніх провінціях французької Країни Басків існує рух за створення окремого баскського департаменту шляхом розділення департаменту Атлантичні Піренеї на дві частини — баскійську і гасконську (Беарн). Наразі подібні клопотання ігноруються французьким урядом.

### Мореплавство

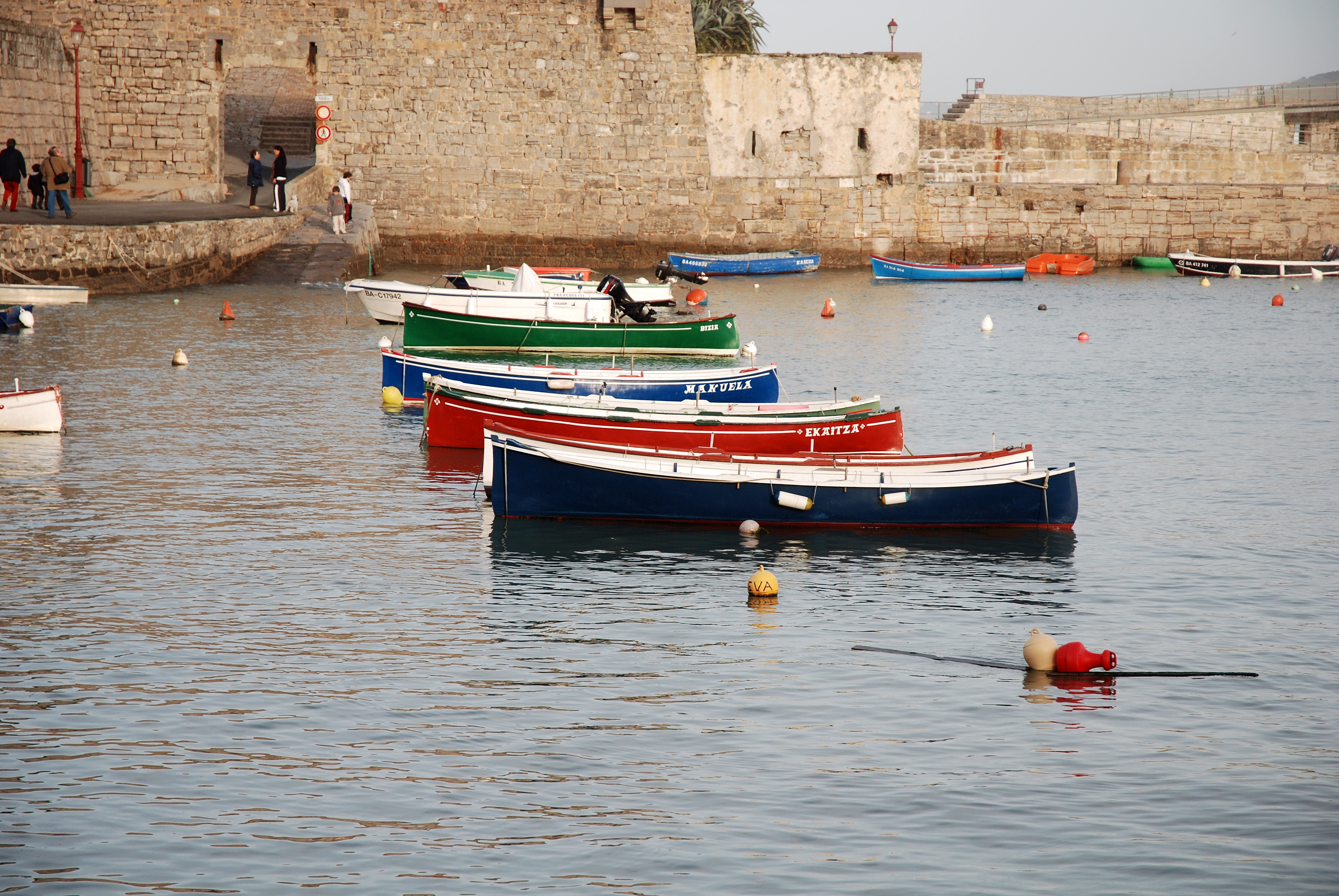
Трайнери у порту містечка Сібур

Лапурді й інші прибережні території Країни Басків грали важливу роль у дослідженні європейцями Атлантичного океану.
Найдавніший документ, у якому згадується ворвань (китовий жир), датується 670 роком. У 1059 році лапурдійські китобійці подарували віконту жир з першої здобутої тварини. Видається, що баски не вживали самі китове м'ясо і жир, а продавали їх французам, кастильцям і фламандцям. Баски використовували для китоловства трайнери (баск. traineruak) — довгі, зазвичай 14-весельні човни, що дозволяло вести китобійний промисел лише біля берега або використовуючи більший корабель як базу.
Ймовірно саме промисел китів, а також тріски, привів баскських моряків у Північне море і, згодом, до Ньюфаундленду. Баски розпочали промисел китів біля берегів Ньюфаундленду і Лабрадору у 1530-х роках. На початку XVII сторіччя баскські китобійці досягли Ісландії.
Після того, як Наварра втратила Сан-Себастьян і Ондаррибію у 1200 році, вона уклала угоду з Байонною, згідно з якою остання слугувала «наваррським портом» протягом майже трьох століть. Цю роль Байонна продовжувала відігравати й у Новий час, після анексії Наварри Кастилією (обидві провінції залишилися автономними).